# 日本壳蛞蝓
日本壳蛞蝓（学名：Philine japonica）为壳蛞蝓科壳蛞蝓属的动物。

## 分佈
分布于太平洋西部以及中国大陆的沿海等地，属于温带性种类。其多见于潮间带低潮线-潮下带浅水区到较深海底。